# 루미르
루미르 주식회사(Lumir)는 소형 SAR 위성시스템 및 다양한 위성 탑재장치를 개발 및 제조하고 있는 우주 개발 기업이다.

## 역사
2009년 제이엔엠시스템이라는 이름으로 설립됐고 2016년 현재의 사명으로 변경되었다. 국가위성 ‘차세대중형위성5호’의 핵심체계기술을 개발하는 대형사업에 선정된 바 있다

## 같이 보기
- 컨텍 (기업)
- 이노스페이스
- 쎄트렉아이